# L'Eco di Bergamo
L'Eco di Bergamo è il principale quotidiano della provincia di Bergamo, fondato nel 1880. La sua proprietà è controllata in maggioranza dalla Curia di Bergamo e il giornale ha sempre tenuto una linea centrista, vicina alla Chiesa cattolica.

## Storia

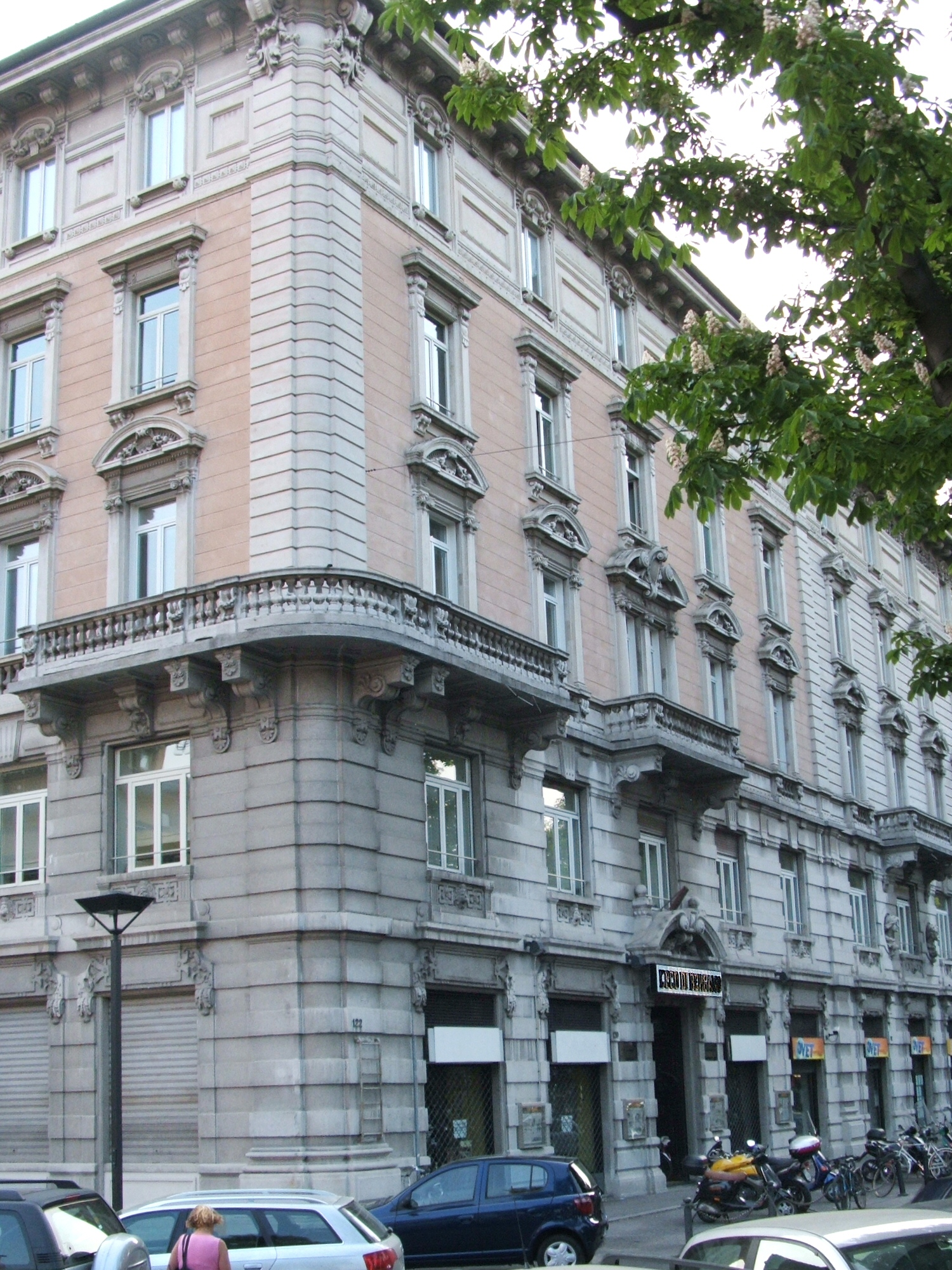
La sede de L'Eco di Bergamo, in viale Papa Giovanni XXIII.

Il quotidiano fu fondato da Nicolò Rezzara. Il primo numero dell'«Eco di Bergamo» uscì sabato 1º maggio 1880. Rezzara pose alla direzione Giovanni Battista Caironi, collega d'insegnamento e amico. La composizione del giornale venne fatta a mano, grazie a una macchina azionata da un fattorino. Il primo numero vendette cinquemila copie.
Nel 1885 il quotidiano raggiunse la media di 1 750 copie giornaliere e dieci anni più tardi arrivò a 2 800 copie.
Tra il 1900 e il 1901 il formato del giornale era 55,5 cm x 38,5 cm con pagine a sei colonne.

Nel 1903 Giovanni Battista Caironi, primo direttore del giornale, scomparve; gli succedette don Clienze Bortolotti, già direttore de "Il Campanone". Sotto la sua direzione il quotidiano toccò le 4 000 copie.

Dal 1908 la redazione e la tipografia furono poste nel nuovo palazzo del Popolo conosciuto anche come Palazzo Rezzara.
Nel 1913 venne introdotta un'innovazione nel reparto tipografico grazie all'acquisto della macchina da stampa Eureka.

Nel 1916 L'Eco di Bergamo si presentò in edicola in formato tabloid (46 cm x 30 cm).
Dal 30 novembre 1938 al 28 ottobre 1989, per 51 anni, fu direttore monsignor Andrea Spada. La sua direzione fu la più lunga del quotidiano.

Il 16 settembre 1939 Spada decise il ritorno al grande formato: 59,5 cm x 43,5 cm; il testo venne diviso su sette colonne che diventarono poi otto il 18 ottobre 1944 con una nuova modifica delle dimensioni del giornale: 59,5 cm x 41,5 cm.

Nel periodo compreso fra il 1943 e il 1945 il giornale riuscì a compiere un notevole passo avanti: la tiratura passò da una media di 4 500 copie a 7.000 copie.
Un'altra trasformazione si ebbe il 9 ottobre 1947: il testo venne diviso in nove colonne e iniziò a essere acquistabile sin dal mattino; in questo periodo la tiratura media era di circa 9 200 copie giornaliere, che aumentò poi gradualmente con il tempo.

A partire da lunedì 8 dicembre 1948 il giornale smise di essere pubblicato nel pomeriggio; il 3 dicembre 1950 iniziò a essere pubblicato anche la domenica.
Il 25 settembre 1967 venne aggiunto un inserto dedicato allo sport che si occupava, con particolare attenzione, della squadra di calcio locale, l'Atalanta.
Dal 10 ottobre 2010 il formato del giornale è passato da pagine di 53 cm x 39 cm su nove colonne a quello tabloid su sei colonne.
Dal 2012 incontra cittadini e lettori in occasione di feste e sagre in provincia di Bergamo, grazie alla sua redazione itinerante L'Eco Cafè.
Dal 1º luglio 2016 Alberto Ceresoli è il direttore responsabile del quotidiano.
Il giornale non viene stampato nella provincia di diffusione, ma nella stamperia C.S.Q. SpA di Erbusco, in provincia di Brescia.
L'Eco di Bergamo è suddiviso in: interni ed esteri, economia, cronaca di città, cronaca di provincia, cultura e spettacoli, sport. Dispone del sito www.ecodibergamo.it.

## Direttori

Monsignor Andrea Spada (al centro), direttore responsabile dell'«Eco di Bergamo» dal 1938 al 1989.

- Giovanni Battista Caironi (1º maggio 1880 - 5 marzo 1903)
- don Clienze Bortolotti (marzo 1903 - 18 ottobre 1925)
- Giovanni Pandini (19 ottobre 1925 - 28 gennaio 1927)
- Camillo Fumagalli (29 gennaio 1927 - marzo 1930)
- don Giuseppe Vavassori (21 marzo 1930 - 31 dicembre 1932)
- don Piermauro Valoti (1º gennaio 1933 - 29 novembre 1938)
- monsignor Andrea Spada (30 novembre 1938 - 28 ottobre 1989)
- Gino Carrara (29 ottobre 1989 - 18 gennaio 1996)
- Sergio Borsi (19 gennaio 1996 - 31 dicembre 1999)
- Ettore Ongis (1º gennaio 2000 - 30 giugno 2011)
- Giorgio Gandola (1º luglio 2011 - 30 giugno 2016)
- Alberto Ceresoli (dal 1º luglio 2016)

## Diffusione
| Anno | Copie vendute |
| ---- | ------------- |
| 2013 | 43 134        |
| 2012 | 45 969        |
| 2011 | 49 531        |
| 2010 | 51 707        |
| 2009 | 58 836        |
| 2008 | 53 038        |
| 2007 | 54 185        |
| 2006 | 54 625        |
| 2005 | 55 342        |
| 2004 | 55 500        |
| 2003 | 56 055        |
| 2002 | 55 674        |
| 2001 | 57 112        |
| 2000 | 57 188        |
| 1999 | 55 452        |
| 1998 | 55 109        |
| 1997 | 55 759        |
| 1996 | 56 650        |

Dati Ads - Accertamenti Diffusione Stampa